# Sharbat Gula
Sharbat Gula (1972) é uma mulher afegã da etnia Pashtu. Seu rosto ficou famoso na capa da revista norte-americana National Geographic.
Gula perdeu os seus pais durante o bombardeio soviético do Afeganistão. Enquanto estava no campo de refugiados Nasir Bagh, no Paquistão, em 1984, foi fotografada pelo fotógrafo Steve McCurry. Gula, então com 12 anos de idade, era uma das estudantes em uma escola dentro do campo de refugiados. McCurry tirou a foto quando a encontrou sem burca - dada a rara oportunidade de fotografar o rosto de mulheres afegãs (a lei afegã obrigava as mulheres a usarem burca).
Embora seu nome não fosse conhecido, sua foto, nomeada Afghan Girl (Menina afegã), apareceu na capa da revista National Geographic, edição de junho de 1985. A imagem de seu rosto, com um tecido enrolando sua cabeça, e seus olhos verdes olhando diretamente para a câmera fotográfica, tornou-se um símbolo do conflito entre afegãos e da situação dos refugiados por todo o mundo. A foto de Gula foi nomeada como a fotografia mais reconhecida na história da revista.
A identidade da menina afegã ficou desconhecida por mais de 15 anos, à medida que o Afeganistão continuava fechado para a imprensa ocidental, até a queda do taliban, em 2001. McCurry fez várias tentativas em localizar Gula, na década de 1990, mas sem sucesso.
Em janeiro de 2002, uma expedição da National Geographic viajou ao Afeganistão, com a missão de localizar Gula, a pessoa da famosa fotografia. McCurry, ao saber que o campo de refugiados Nasir Bagh estava para fechar, perguntou aos outros refugiados que ainda moravam no campo. Um deles conhecia o irmão de Gula, e conseguiu fornecer pistas da localização de Sharbat Gula.
A expedição finalmente encontrou Sharbat Gula, então, com 30 anos de idade, numa região remota do Afeganistão. Tinha voltado para o seu país de origem em 1992. A sua identidade foi confirmada, usando tecnologia biométrica. Os padrões da íris de Gula eram iguais aos da íris da menina na fotografia. Ela lembrou-se vividamente de ter sido fotografada (por McCurry) - ela nunca havia sido fotografada, anterior ou posteriormente. No final da década de 1990, Gula casou-se e teve quatro filhas, uma delas morrendo quando bebê. Gula não tinha a menor ideia do impacto causado pela sua foto nas sociedades ocidentais.
A história de Sharbat Gula foi mostrada na edição de abril de 2002. Também foi o principal tema de um documentário de televisão,que foi ao ar em março de 2002. Em reconhecimento a Gula, a National Geographic criou um fundo de caridade, com o objetivo de beneficiar as mulheres afegãs.
Em 26 de outubro de 2016, Gula foi detida no Paquistão, pela Agência de Investigação Federal (FIA) por viver no país usando documentos falsos.
Em 2021, Gula pediu a organizações humanitárias para a ajudarem a deixar o Afeganistão depois de os talibãs terem assumido o controlo do pais, em agosto de 2021. O Governo italiano “promoveu e organizou” a ida da mulher afegã para Itália no âmbito do seu programa de retirada de afegãos do país.